# Miguel Acosta (Fußballspieler, 1972)
Miguel Ángel Acosta Martínez (* 29. März 1972 in Asunción) ist ein ehemaliger paraguayischer Fußballspieler. Der Innenverteidiger absolvierte fünf Länderspiele für Paraguay.

## Karriere

### Verein
Miguel Acosta begann seine Karriere 1990 bei Sportivo Luqueño. Außer bei Vereinen in seinem Heimatland spielte er auch bei Vereinen in Chile, Mexiko, Argentinien und Guatemala. Seine Karriere beendete der Abwehrspieler 2006 wieder in Paraguay.

### Nationalmannschaft
Miguel Acosta absolvierte fünf Länderspiele für die Nationalelf Paraguays. Er debütierte im Februar 1999 beim Freundschaftsspiel gegen Irland und bestritt nach drei weiteren Freundschaftsspielen im März noch im selben Monat sein letztes Länderspiel beim Freundschaftsspiel gegen Jamaika.